# アザムリン
アザムリン（英：Azamulin）はプレウロムチリン系抗生物質である。2021年現在、欧米では販売されていない。
薬理学的研究では、アザムリンは肝酵素CYP3A4及びCYP3A5の阻害剤として用いられる。